# Lac Guéguen
Pour les articles homonymes, voir Guéguen.
Le lac Guéguen est un plan d'eau douce surtout dans le territoire du canton Vauquelin de la ville de Val d’Or (sauf la partie Nord de la Baie Vauquelin appartenant au canton Pershing de la ville de Senneterre (ville)), dans la municipalité régionale de comté (MRC) La Vallée-de-l'Or, dans la région administrative de Abitibi-Témiscamingue, dans la province de Québec, au Canada.
La foresterie constitue la principale activité économique du secteur ; les activités récréotouristiques arrivent en second. Sa surface est généralement gelée du début de décembre à la fin avril.
Le bassin versant du lac Guéguen est surtout desservi par deux routes forestières dont une au Nord et l’autre au Sud.

## Géographie
Ce lac couvre ha et comporte deux parties. Ses dimensions sont : longueur : 15,3 km pour sa partie Ouest et 10,5 km pour sa partie Est. Sa surface est à une altitude de 323 m.
L’embouchure de ce lac est localisé à 2,0 km au Nord-Est de sa confluence avec le lac Simon, à 37,6 km à l’Est de Val d’Or, à 36,5 km au Sud de Senneterre (ville) et au Nord-Est de la réserve de biodiversité projetée du Lac Sabourin.
Le lac Guéguen qui se déverse par le Sud-Ouest dans le canton Vauquelin, comporte deux parties.
Les principaux bassins versants voisins du lac Guéguen sont :
- côté Nord : rivière Saint-Vincent, rivière Louvicourt, rivière Mégiscane ;
- côté Est : lac Matchi-Manitou, rivière Marquis ;
- côté Sud : lac Villebon, rivière Shamus, rivière Conimiti ;
- côté Ouest : lac Simon, rivière Louvicourt, rivière Marrias (rivière Louvicourt), rivière Colombière.

Le lac Guéguen épouse la forme d’un H renversé et en partie difforme.

## Toponymie
Le toponyme « lac Guéguen » évoque l’œuvre de vie de père Jean-Pierre Guéguen (1838-1909), un missionnaire oblat d'origine française. Il arriva au Canada en 1864. Il a exercé comme missionnaire auprès des Amérindiens du Témiscamingue, du Saint-Maurice et de Maniwaki. Dans le Bulletin des Recherches Historiques, volume XVIII, mai 1912, page 140, il est mentionné : « GUEGUEN, rivière et lac. - Dans la région du grand lac Victoria. Le nom du R. P. Guéguin, O. M. I., rappelle celui de l'un des premiers missionnaires de cette partie du pays. »
Le toponyme lac Guéguen a été officialisé le 5 décembre 1968 par la Commission de toponymie du Québec lors de sa création.